# Harald le Jeune
Harald le Jeune (Selon le nom Herioldus iunior, qui lui est attribué par les  Annales Xantenses) est un chef 
Viking membre de la famille royale danoise. Il a parfois été identifié par erreur avec 
Harald Klak, qui est en fait son oncle et homonyme. Son frère est Rorik de Dorestad.

## Contexte
En 841 l' Empereur Lothaire Ier concède l'île de Walcheren à Harald et à son frère comme fief (beneficium) les récompensant des attaques qu'ils avaient lancées contre le père de Lothaire, Louis le Pieux, lors des guerres civiles des années 830 Puisqu'à l'époque Harald était païen, alors que la population de Walcheren était chrétienne, cet incident est probablement à la base de l'affirmation de l'historien contemporain Nithard selon laquelle Lothaire a soumis une population chrétienne à un groupe des Normands et leur donna l'autorisation de piller les territoires chrétiens de ses ennemis la même année. Entre 840 et 843 Lothaire fut engagé dans une guerre civile avec ses frères Louis le Germanique et  Charles le Chauve, et Nithard rapporte qu'Harald était présent dans son armée en 842. Peu de temps après, Harald mourut et son frère est contraint de fuir à la cour de Louis le Germanique, où il a passé plusieurs années.
Bien que des sources ultérieures décrivent sans ambiguïté Harald comme un païen - Prudence de Troyes, auteur des  Annales Bertiniani , le considérait comme un " persécuteur de la foi chrétienne et un adorateur de démons " et sa réception d'un bénéfice comme un "crime tout à fait détestable"—il a peut-être été baptisé dans sa jeunesse à la cour impériale. Harald Klak et sa famille, y compris peut-être Harald, ont été baptisés à Mayence en 826, avec Lothaire comme parrain. Le fils de Harald Godfrid Haraldsson et l'un de ses neveux sont restés à la cour impériale même après le départ de l'aîné Harald. Puisque Godfrid est resté allié avec Lothaire jusqu'au milieu des années 840, il est possible que Harald soit son cousin qui est resté avec Lothaire après 826 et a commencé à piller les terres de Frise de Louis le Pieux en 834.